# Titanoeca gyirongensis
Titanoeca gyirongensis är en spindelart som beskrevs av Hu 200. Titanoeca gyirongensis ingår i släktet Titanoeca och familjen stenspindlar. Inga underarter finns listade i Catalogue of Life.